# Chileense boself
De Chileense boself (Eulidia yarrellii) is een vogel uit de familie Trochilidae (kolibries). De vogel werd in 1847 door de Franse vogelkundige Jules Bourcier geldig beschreven. Het is een bedreigde, endemische vogelsoort in een zeer beperkt gebied op de grens van Peru en Chili.

## Kenmerken
Deze kolibrie is 8 cm lang. Het is een kleine soort kolibrie met een relatief korte, zwarte snavel. Van boven is de vogel glanzend olijfgroen. Het mannetje heeft een paarsrood keeltje, de borst en buik zijn verder wit. De staart is groen in het midden, zwart aan de randen en sterk gevorkt..

## Verspreiding en leefgebied
Deze soort komt voor in het smalle grensgebied tussen Chili en Peru in overgebleven stukken inheems struikgewas in rivierdalen, die door woestijnachtig gebied lopen, meestal onder de 750 m boven zeeniveau, maar er zijn waarnemingen tot op meer dan 2000 m in de Andes. Mogelijk trekt de vogel van laag naar hoog, afhankelijk van het seizoen..

## Status
De Chileense boself heeft een zeer beperkt verspreidingsgebied en daardoor is de kans op uitsterven aanwezig. De grootte van de populatie werd in 2018 door BirdLife International geschat op 270 tot 395 volwassen individuen en de populatie-aantallen nemen af door habitatverlies. Het leefgebied wordt aangetast doordat natuurlijk struikgewas wordt omgezet in gebied voor agrarisch gebruik. Om deze redenen staat deze soort als ernstig bedreigd (kritiek) op de Rode Lijst van de IUCN.